# ݹ
Wāw petit chiffre trois suscrit ‹ ݹ › est une lettre additionnelle de l’alphabet arabe utilisée dans l’écriture du bourouchaski. Elle est composée d’un wāw ‹ و › diacrité d’un petit chiffre trois ‹ ۳ › suscrit.

## Utilisation
En bourouchaski, ‹ ݹ › représente une voyelle mi-fermée postérieure arrondie longue [oː].